# Bambang Pamungkas
Bambang Pamungkas, né le 10 juin 1980 à Semarang, est un footballeur indonésien. Il jouait au poste d'attaquant.
Actuellement entraîneur du Persija Jakarta, dans le championnat d'Indonésie, il est un des grands joueurs de l'équipe d'Indonésie.